# الكون في قشرة جوز
الكون باختصار أو الكون في قشرة جوز هو أحد كتب ستيفن هوكينغ عن الفيزياء النظرية.
وهو يشرح لعامة الجمهور مختلف المسائل المتصلة بعمل الأستاذ اللوكاسي، كمبرهنات عدم الاكتمال لغودل وعلم الكون الغشائي P-branes (جزء من نظرية الأوتار الفائقة في ميكانيكا الكم).
فاز الكتاب بجائزة أفنتيس لكتب العلوم لعام 2002, وقد نال شعبية كبيرة في السوق [بحاجة لمصدر]. ويعتبر عموماً كتتمة للكتاب الذي باع عدة ملايين من النسخ تاريخ موجز للزمن المنشور عام 1988 لتحديث الجمهور بالتطورات الحاصلة منذ ذلك الوقت.

## المحتويات
- تاريخ موجز للزمن
- شكل الوقت
- الكون باختصار
- توقع المستقبل
- حماية الماضي
- مستقبلنا؟ ستار تريك أم لا؟
- الغشاء العالَم الجديد
- النتيجة
- قاموس المصطلحات
- الفهرس